# Telomantis lamperti
Telomantis lamperti är en bönsyrseart som beskrevs av Werner 1906. Telomantis lamperti ingår i släktet Telomantis och familjen Mantidae. Inga underarter finns listade i Catalogue of Life.